# شاهزاده بریتانیایی

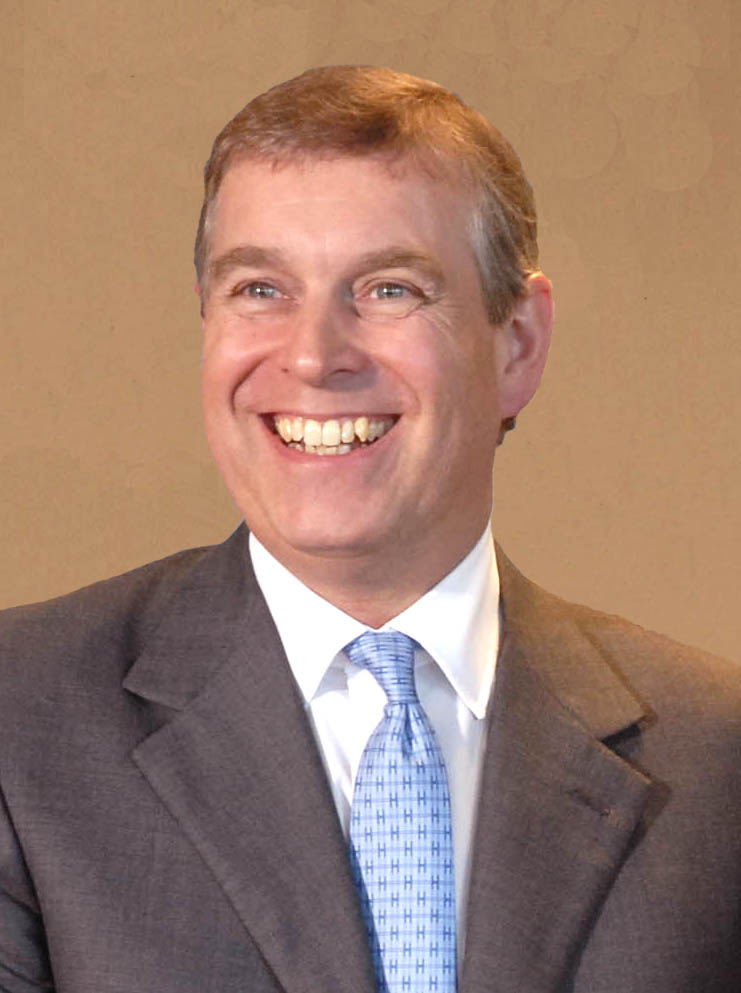
والاحضرت دوک یورک پسر دوم ملکه الیزابت دوم.

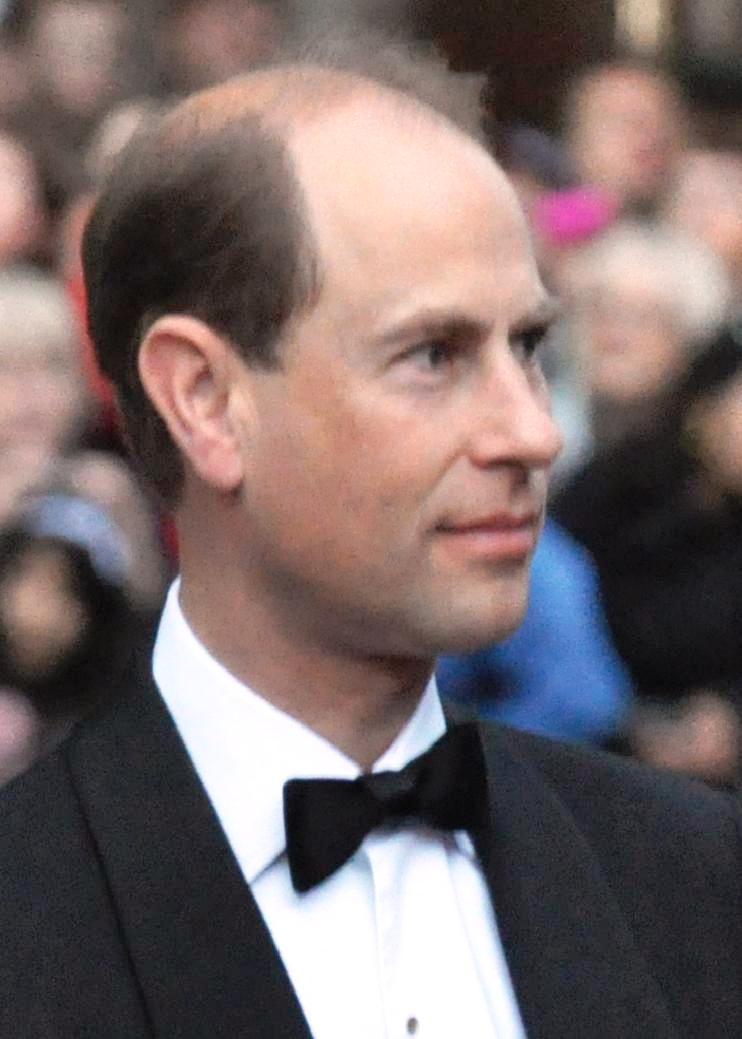
والاحضرت ارل وسکس پسر سوم ملکه الیزابت دوم.

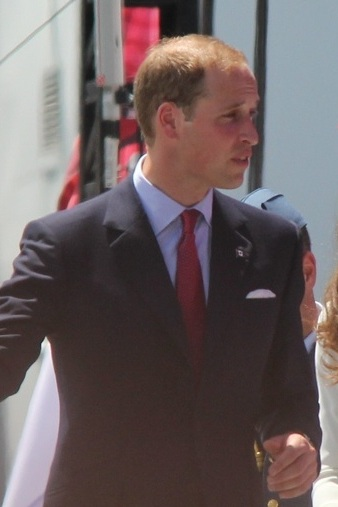
والاحضرت شاهزاده ویلیام، شاهزاده ولز و پسر بزرگتر چارلز سوم، پادشاه بریتانیا.

این فهرستی از شاهزادگان بریتانیایی از زمان جلوس جرج اول در ۱۷۱۴ بر تخت سلطنت است. لقب شاهزاده به خواست فرمانروا ست که هم می‌تواند آن را اعطا کند و هم پس بگیرد. افراد دارای لقب شاهزاده معمولاً والاحضرت   His Royal Highness    یا سابقاً حضرت His Highness نامیده می‌شوند. شاه القاب شاهزاده و عبارات والاحضرت یا حضرت را با دستور ملوکانه اعطا می‌کند. همسر یک شاهزاده بریتانیایی معمولاً لقب و عبارت شوهرش را می‌گیرد.

## عبارات شاهزادگان بریتانیایی

تاج وارث تاج و تخت بریتانیا
نیم تاج یک فرزند شاه
نیم تاج یک فرزند وارث
نیم تاج یک نوه شاه
نیم تاج یک فرزند دختر یک شاه

- پسران شاه - والاحضرت (HRH) شاهزاده «اکس»؛ مثلاً والاحضرت شاهزاده ادوارد
- نوه‌ها -  والاحضرت (HRH) شاهزاده «اکسِ» «وای»؛  که وای لقب منطقه اعطایی به پدرشان است؛ مثلاً والاحضرت شاهزاده مایکل کنت
- نتیجه‌ها - لرد «اکس» «زد»
  - جز بزرگترین پسر زنده بزرگترین پسر شاهزاده ولز، والاحضرت شاهزاده «اکس» «وای»، که وای لقب منطقه اعطایی به پدرشان (اگر چنین لقبی داشته باشد، اگرنه، ولز) و زد نام خانوادگی نتیجه است.
- شاهزاده ولز معمولاً والاحضرت شاهزاده ولز خوانده می‌شود، جز در اسکاتلند که او والاحضرت دوک روتسی خوانده می‌شود.